# Quarzofen
Ein beheizter Quarzoszillator, manchmal auch als Quarzofen und englisch Oven Controlled Crystal Oscillator (OCXO) bezeichnet, ist ein Quarzoszillator, der in einer beheizten und temperaturgeregelten Kammer untergebracht ist. Die in Quarzoszillatoren eingesetzten Schwingquarze unterliegen einer kleinen, für präzise Anwendungen jedoch bedeutsamen thermischen Abhängigkeit der Schwingkreisfrequenz, was auch als thermische Drift bezeichnet wird. Durch das Regeln der Temperatur des Schwingquarzes und der Oszillatorschaltung auf einen Wert über der Raumtemperatur, kann die Schwingkreisfrequenz stabilisiert und so eine höhere Genauigkeit als ohne Heizung erzielt werden.

## Allgemeines

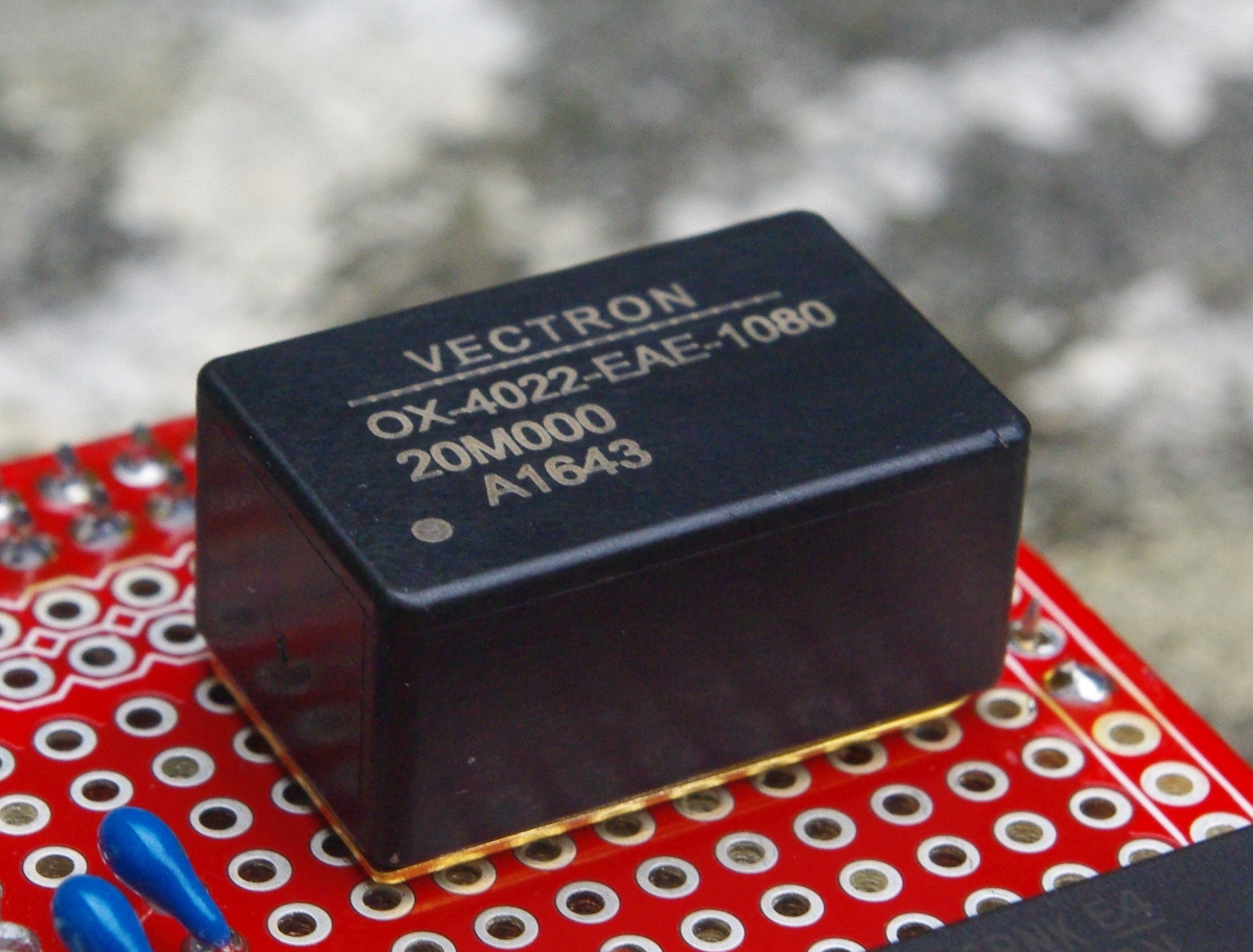
Beheizter Quarzoszillator auf einer Lochrasterplatine

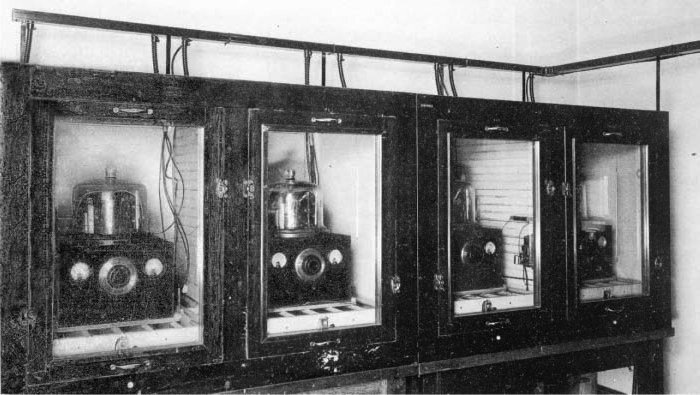
Mehrere historische OCXOs die 1929 als Frequenznormal bei der NIST verwendet wurden

Im Gegensatz zu temperaturkompensierten Quarzoszillatoren (TCXO), welche die störenden temperaturbedingten Frequenzabweichungen mittels einer Temperaturmessung und kalibrierten Korrekturwerten minimieren, wird bei einem beheizten Quarzoszillator der Temperatureinfluss durch eine aktive Heizung und das Halten der Temperatur auf konstant hohem Niveau minimiert. Anwendungen von beheizten Quarzoszillatoren sind unter anderem einfache Frequenznormale und digitale Frequenzzähler, wo eine höhere Genauigkeit als bei nicht stabilisierten Schwingquarzen benötigt wird und zugleich eine geringere Genauigkeit als bei Atomuhren tolerierbar ist. 
Die typische Betriebstemperatur liegt bei +75 °C, kann aber je nach konkretem Typ und Anwendung im Bereich von +30 °C bis +85 °C liegen und wird mit dem Quarzhersteller abgestimmt. Als Quarzschnitte für die im Ofen eingesetzten Quarze kommen der AC-Schnitt und SC-Schnitt zur Anwendung. Ein Auswahlkriterium für die Temperatur zur Steigerung der Stabilität ist jener Betriebspunkt, wo die Quarzfrequenz als Funktion der Temperatur keine oder nur eine möglichst kleine Steigung aufweist. Eine weitere Verbesserung ergibt sich, wenn Leistungstransistoren statt Heizwiderständen als Heizelement im Ofen eingesetzt werden. Der Grund liegt darin, dass die Verlustwärme von bipolaren Leistungstransistoren direkt proportional zum Strom ist, während bei Heizwiderständen eine quadratische Abhängigkeit vorliegt. Die quadratische Abhängigkeit erschwert das Konstanthalten der Temperatur.
Die Kurzzeitstabilität von beheizten Quarzoszillatoren über einige Sekunden liegt bei rund 10−12, die erreichbare Langzeitstabilität liegt im Bereich von 10−8, welche je nach Type nach einigen Stunden bis einigen Tagen in Betrieb erreicht wird. Der relative Wert 10−8 entspricht einer maximalen Abweichung von 1 Hz bei einer Oszillatorfrequenz von 100 MHz.
In folgender Tabelle aus  sind die Daten einiger Oszillatoren im Vergleich zusammengestellt:
| Oszillatortyp                                | rel. Messunsicherheit | Alterung / 10 Jahre                          |
| -------------------------------------------- | --------------------- | -------------------------------------------- |
| Quarzoszillator                              | 10−5 bis 10−4         | 10 bis 20 ppm                                |
| Quarzofen (OCXO) 5 bis 10 MHz 15 bis 100 MHz | 2 × 10−8 5 × 10−7     | 2 × 10−8 bis 2 × 10−7 2 × 10−6 bis 11 × 10−9 |
| Rubidium-Atomuhr                             | 10−9                  | 10−12 bis 10−11                              |
| GPSDO                                        | 4 × 10−8 bis 10−11    | 10−13                                        |
| Chip-Scale-Atomic-Clock (CSAC)               | 2,5 × 10−10           |                                              |
| Atomuhr (Cs)                                 | 10−11 bis 10−12       | 10−12 bis 10−11                              |

Historisch und vor der Verfügbarkeit von Atomuhren wurden beheizte Quarzoszillatoren in mehrfacher Ausführung als Frequenznormal verwendet, unter anderem setzte die National Institute of Standards and Technology im Jahr 1929 mehrere OCXOs mit einer Betriebsfrequenz von 100 kHz ein.